# Jörg Kremers
Jörg Kremers (* 20. März 1969 in Geilenkirchen) ist ein deutscher Schriftsteller und Streamer.

## Leben
Jörg Kremers studierte Philosophie, Sprach- und Literaturwissenschaft mit Magisterabschluss in Aachen. Später folgte ein Bachelor-Abschluss an der Universität Leipzig am Institut für Kunstgeschichte. Er war als Dozent an der Volkshochschule Heinsberg (Rheinland) tätig. Kremers' Romane haben sowohl philosophische als auch historische Hintergründe. Zudem verfasst er Essays. Jörg Kremers lebt in Leipzig und veröffentlicht auf seinem YouTube-Kanal Echt Antike in wöchentlichem Rhythmus Videos zu verschiedensten Themen der antiken Historie.

## Werke
- Humana Comedia. Roman. Reson Edition, Geilenkirchen 1998, ISBN 3-931061-01-9.
- Mea Culpa. Bekenntnisse eines Hexenjägers. Roman. Edition 21, Erkelenz 2002, ISBN 3-934929-01-X.
- mit Gerd Sonntag: Also bin ich. Roman. Pop Verlag, Ludwigsburg 2011, ISBN 978-3-86356-004-1.

## Auszeichnungen
- 2011: Prosa Debütpreis des Ludwigsburger Pop-Verlags für den Roman Also bin ich[1]